# Споживча панель домогосподарств
Спожи́вча пане́ль домогоспода́рств англ. ConsumerScan — кількісне, постійне маркетингове дослідження, яке проводить компанія GfK Ukraine. 
Дослідження базується на вимірюванні купівельної поведінки домогосподарств щодо категорій, які досліджуються. Дослідження покриває більшість товарів повсякденного попиту (FMCG categories), зокрема продукти харчування, напої, чистячі/миючі засоби та продукти персональної гігієни.
Одержання інформації за допомогою неоднократного опитування однієї і тієї групи споживачів через однакові проміжки часу називають споживацькою панеллю або контрольною групою споживачів.

## Панель
Панель ConsumerScan побудована на постійній вибірці домогосподарств, яка репрезентує населення України. Покупки фіксуються учасниками панелі постійно впродовж тривалого часу використовуючи незмінну методику дослідження. Вибірка 5000 домогосподарств в 169 населених пунктах.
Критерії побудови вибірки
Національна репрезентативна вибірка набирається з урахуванням географічних та демографічних критеріїв, які базуються на інформації Державного комітету статистики та результат власних досліджень (дохід). Закладена у вибірку пропорція (характерна для генеральної сукупності) таких критеріїв як регіон країни, розмір населеного пункту, розмір домогосподарства та вік особи, яке веде домогосподарство, та дохід дозволяє максимізувати репрезентацію всіх груп населення країни у вибірці.

## Збір даних
Кожне домогосподарство веде щоденник домогосподарства, де фіксує абсолютно всі покупки всіх членів домогосподарства. Щоденники містять таку інформацію про куплені продукти:
- марка
- виробник
- вага
- кількість
- тип упаковки
- ціна
- дата покупки і місце покупки
- хто з членів сім'ї зробив покупку

Панель домашніх господарств охоплює всі точки продажу: як торгові мережі Сільпо, Фуршет, АТБ, Auchan, BILLA, Metro, КОСМО, ДЦ та інші, так і оптові ринки / базари, кіоски, розкладки тощо.
Інформація регулярно заноситься в базу даних. Програма контролю та інші незалежні методи (мережа незалежних контролерів) зводить ймовірність помилки до мінімуму. EAN (європейський номер товару) штрих-код використовується для перевірки інформації про продукт.
Обробка даних
Заповнені щоденники збираються інтерв'юерами раз на тиждень, інтерв'юери надсилають їх до офісу, де вони проходять контроль, кодуються та вводяться в базу даних. Дані проходять обробку в системі aTRACKtive®, котра працює для стандартизованого методу дослідження майже у всіх підрозділах GfK Group.

## Пропозиція
ConsumerScan пропонує унікальний набір інформації (єдине джерело), який уможливлює глибинний аналіз змін на ринку в контексті споживчої поведінки домогосподарств. Залежно від потреб та очікувань Замовника дані надаються у вигляді:
- стандартних звітів (Brand & Market Tracking); чи
- спеціальних аналізів (Consumer Diagnostics).

Інструментарій CatManGuide становить невід'ємну частину пропозиції ConsumerScan у сфері менеджменту категорій.

## Недоліки
Панель як метод дослідження має ряд методичних і практичних недоліків. Найбільш суттєвими з них є:
- труднощі в забезпеченні репрезентативності (вибір об"єктів і одержання їх згоди на співробітництво)
- «смертність» споживчої панелі; (відмова співробітничати; зміна місця проживання; фізична смертність).
- «ефект» панелі — учасники, відчуваючи себе під контролем, змінюють звичний образ життя.; довгострокове співробітництво веде до недбалості в заповненні анкет; виникають проблеми при наданні інформації про купівлю табуйоованих товарів.